# NGC 3405-2
NGC 3405-2 في الفهرس العام الجديد، هي مجرة، تقع في كوكبة الأسد. اكتشفت في 1 أبريل 1864 بواسطة ألبرت مارث.

## روابط خارجية
- NGC 3405-2 على موقع ويكي سكاي: DSS2, SDSS, GALEX, IRAS, Hydrogen α, X-Ray, Astrophoto, Sky Map, Articles and images